# وینکلشتت
وینکلشتت (به آلمانی: Winkelstedt) یک منطقهٔ مسکونی در آلمان است که در کالبه (میلده) واقع شده‌است. وینکلشتت ۳۲۰ نفر جمعیت دارد.